# Tradicionalne grofije Anglije
Tradicionalne grofije (ali zgodovinske grofije) Anglije so zgodovinske in zemljepisne podrazdelitve države. Nova delitev na administrativne grofije je zamenjala staro delitev. Najprej so jih na veliko določili leta 1972, v uporabo so prišle leta 1974, kasneje v 90. letih 20. stoletja so jih še nekoliko spremenili.

## Seznam tradicionalnih grofij
| 1. Bedfordshire 2. Berkshire 3. Buckinghamshire 4. Cambridgeshire 5. Cheshire (County of Chester) * 6. Cornwall 7. Cumberland 8. Derbyshire 9. Devon (Devonshire) 10. Dorset (Dorsetshire) 11. Durham (County Durham) * 12. Essex 13. Gloucestershire 14. Hampshire † 15. Herefordshire 16. Hertfordshire 17. Huntingdonshire 18. Kent 19. Lancashire (County of Lancaster) * 20. Leicestershire | A map of the historic counties of England | 1. Lincolnshire 2. Middlesex 3. Norfolk 4. Northamptonshire 5. Northumberland 6. Nottinghamshire 7. Oxfordshire 8. Rutland 9. Shropshire (Salop) 10. Somerset (Somersetshire) 11. Staffordshire 12. Suffolk 13. Surrey 14. Sussex 15. Warwickshire 16. Westmorland 17. Wiltshire 18. Worcestershire 19. Yorkshire * = grofijski palatin † = znana tudi kot Grofija Southampton ali Southamptonshire |

### Podrazdelitve
Nekaj tradicionalnih grofij se deli še naprej:
- Cambrigeshire
  - Cambridge
  - otok Ely
- Hampshire
  - Hampshire
  - otok Wight
- Lincolnshire
  - deli Hollanda
  - deli Kestevena
  - deli Lindseya
- Northamptonshire
  - Northampton
  - Soke, Peterborough
- Suffolk
  - Vzhodni Suffolk
  - Zahodni Suffolk
- Sussex
  - Vzhodni Sussex
  - Zahodni Sussex
- Yorkshire
  - Vzhodni Riding, Yorkshire
  - Severni Riding, Yorkshire
  - Zahodni Riding, Yorkshire